# Stine Andersen
|  | Der er flere personer med dette navn, se Stine Andersen (forfatter) og Stine Andersen (håndboldspiller). |
Stine Myrhøj Andersen (født 16. januar 1985) er en dansk eliteskytte, der har deltaget ved OL 2012 i London i 10 m riffelskydning, hvor hun blev nummer 30 blandt de 56 deltagere.
Stine Andersen har dyrket riffelskydning siden 1995 og kom første gang på landsholdet til EM i 2007. Hendes bedste internationale resultat er en niendeplads ved World Cup-stævnet i Fort Benning 2010 samt i Milano 2012. Egentlig var det Anette Jensen, der sikrede Danmark en plads i OL-konkurrencen 2012, men på grund af Jensens dårlige forår 2012 blev Stine Andersen udtaget i stedet.
Stine Andersen stiller op for Århus Riffelskytte Klub samt en klub i Holland og en i Tyskland. Hun er markedsføringsøkonom og arbejder som selvstændig iværksætter. Hun er bosat i Holland.